# Óscar Cortés (calciatore 2003)
Óscar Manuel Cortés Cortés (Tumaco, 3 dicembre 2003) è un calciatore colombiano, centrocampista dei Rangers, in prestito dal Lens, e della nazionale U-20 colombiana.

## Carriera

### Club
Prodotto del vivaio del Millonarios, ha esordito in prima squadra nel match di Categoría Primera A contro il Deportivo Pasto subentrando a David Macalister Silva.
Il 14 luglio 2023 viene acquistato dal Lens, squadra francese militante in Ligue 1.

### Nazionale
Nel gennaio del 2023, è stato incluso dal selezionatore Héctor Cárdenas nella lista dei convocati della nazionale Under-20 partecipante al Campionato sudamericano di calcio Under-20 2023 organizzato in casa, raggiungendo il terzo posto finale. Ha messo a segno una doppietta contro i pari età del Perù e un gol contro il Paraguay.
Il 9 maggio 2023 viene convocato per il Mondiale di categoria in Argentina. Esordisce contro Israele, realizzando il calcio di rigore del momentaneo pareggio, dell'incontro vinto per 2-1.
Il 16 giugno successivo trova anche la sua prima presenza in nazionale maggiore, subentrando a Jorge Carrascal nella sfida amichevole vinta 1-0 contro l'Iraq.

## Statistiche

### Presenze e reti nei club
Statistiche aggiornate al 16 agosto 2025.
| Stagione           | Squadra            | Campionato         | Campionato | Campionato | Coppe nazionali | Coppe nazionali | Coppe nazionali | Coppe continentali | Coppe continentali | Coppe continentali | Altre coppe | Altre coppe | Altre coppe | Totale | Totale |
| Stagione           | Squadra            | Comp               | Pres       | Reti       | Comp            | Pres            | Reti            | Comp               | Pres               | Reti               | Comp        | Pres        | Reti        | Pres   | Reti   |
| ------------------ | ------------------ | ------------------ | ---------- | ---------- | --------------- | --------------- | --------------- | ------------------ | ------------------ | ------------------ | ----------- | ----------- | ----------- | ------ | ------ |
| 2022               | Millonarios        | A                  | 8          | 0          | CC              | 1               | 1               | -                  | -                  | -                  | -           | -           | -           | 9      | 1      |
| gen.-giu. 2023     | Millonarios        | A                  | 11         | 5          | CC              | 0               | 0               | CL+CS              | 4+4                | 0+1                | -           | -           | -           | 19     | 6      |
| Totale Millonarios | Totale Millonarios | Totale Millonarios | 19         | 5          |                 | 1               | 1               |                    | 8                  | 1                  |             | -           | -           | 28     | 7      |
| 2023-gen. 2024     | Lens 2             | CN3                | 6          | 3          | -               | -               | -               | -                  | -                  | -                  | -           | -           | -           | 6      | 3      |
| 2023-gen. 2024     | Lens               | L1                 | 4          | 1          | CF              | -               | -               | -                  | -                  | -                  | -           | -           | -           | 4      | 1      |
| gen.-giu. 2024     | Rangers            | SP                 | 6          | 1          | CS              | 1               | 0               | UEL                | 0                  | 0                  | -           | -           | -           | 7      | 1      |
| 2024-2025          | Rangers            | SP                 | 10         | 0          | CS+CdL          | 0+1             | 0               | UCL+UEL            | 0                  | 0                  | -           | -           | -           | 11     | 0      |
| 2025-2026          | Rangers            | SP                 | 1          | 0          | CS+CdL          | 0               | 0+1             | UCL                | 1                  | 0                  | -           | -           | -           | 3      | 0      |
| Totale Rangers     | Totale Rangers     | Totale Rangers     | 17         | 1          |                 | 3               | 0               |                    | 1                  | 0                  |             | -           | -           | 21     | 1      |
| Totale carriera    | Totale carriera    | Totale carriera    | 46         | 10         |                 | 4               | 1               |                    | 9                  | 1                  |             | -           | -           | 59     | 12     |

### Cronologia presenze e reti in nazionale
| Cronologia completa delle presenze e delle reti in nazionale ― Colombia | Cronologia completa delle presenze e delle reti in nazionale ― Colombia | Cronologia completa delle presenze e delle reti in nazionale ― Colombia | Cronologia completa delle presenze e delle reti in nazionale ― Colombia | Cronologia completa delle presenze e delle reti in nazionale ― Colombia | Cronologia completa delle presenze e delle reti in nazionale ― Colombia | Cronologia completa delle presenze e delle reti in nazionale ― Colombia | Cronologia completa delle presenze e delle reti in nazionale ― Colombia |
| Data                                                                    | Città                                                                   | In casa                                                                 | Risultato                                                               | Ospiti                                                                  | Competizione                                                            | Reti                                                                    | Note                                                                    |
| ----------------------------------------------------------------------- | ----------------------------------------------------------------------- | ----------------------------------------------------------------------- | ----------------------------------------------------------------------- | ----------------------------------------------------------------------- | ----------------------------------------------------------------------- | ----------------------------------------------------------------------- | ----------------------------------------------------------------------- |
| 16-6-2023                                                               | Valencia                                                                | Colombia                                                                | 1 – 0                                                                   | Iraq                                                                    | Amichevole                                                              | -                                                                       | 86’                                                                     |
| Totale                                                                  |                                                                         | Presenze                                                                | 1                                                                       |                                                                         | Reti                                                                    | 1                                                                       |                                                                         |

## Palmarès

### Club

#### Competizioni nazionali
- Copa Colombia: 1

Millonarios: 2022
- Campionato colombiano: 1

Millonarios: Apertura 2023